# 米格-31戰鬥機
米高揚米格-31（Микоян МиГ-31），是目前世界上飛行速度最快的戰鬥機和攔截機，北约代號捕狐犬（Foxhound），是一款由前蘇聯米高揚設計局以米格-25為基礎進一步发展而成的超音速双座全天候攔截機。直到21世紀還在接受各種升級改裝。

## 發展沿革

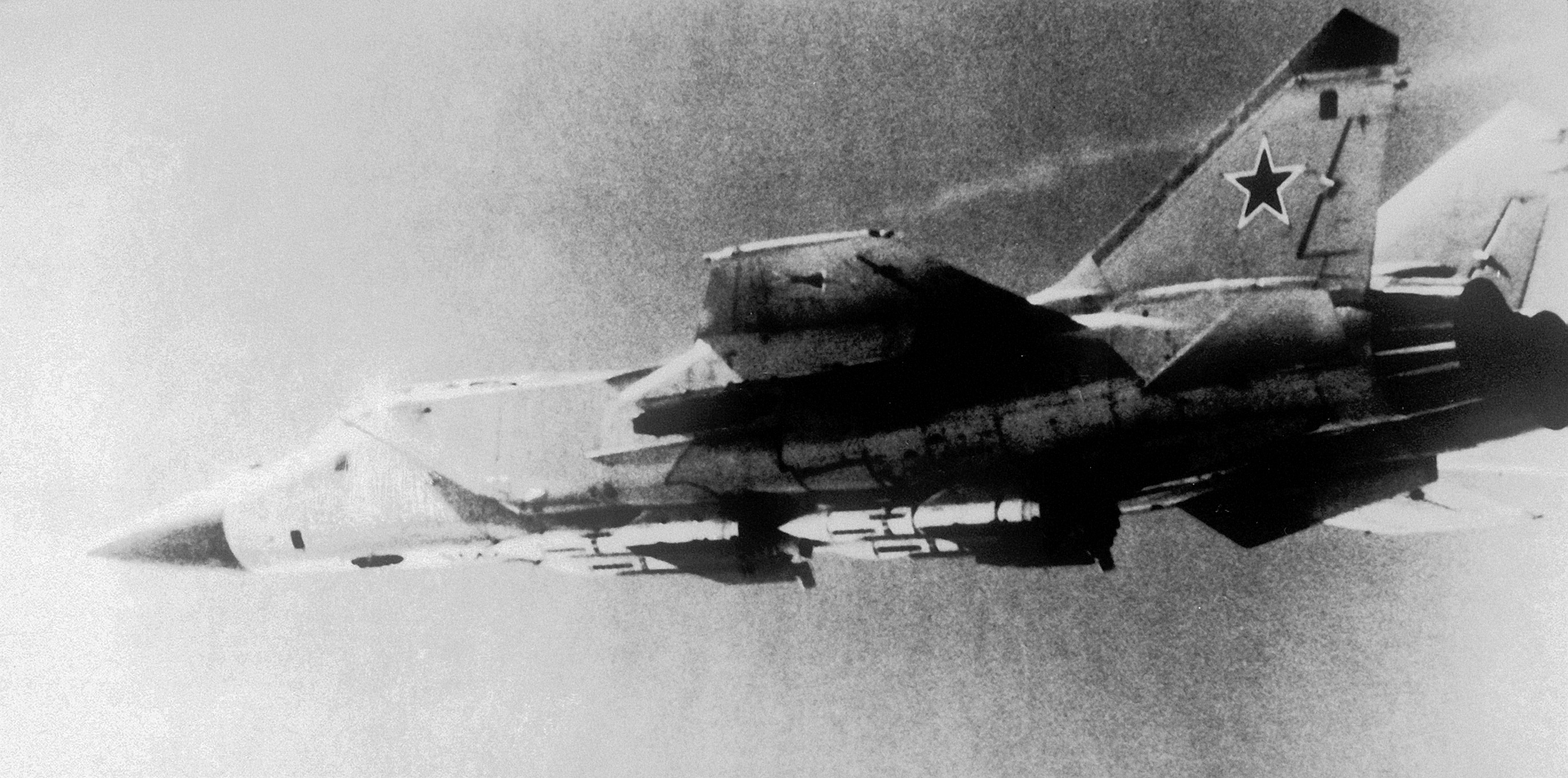
早期的米格-31，掛載R-33（北約代號AA-9）長程空對空導彈試飛

雖然MiG-25「狐蝠」式戰鬥機的高空高速表現與高爬升率已經引起西方國家莫大關切，但MiG-25在許多方面卻仍就為蘇聯軍方所詬病。除了叛逃事件導致參數洩漏，這些設計缺點還包括高速攔截時在高超音速飞行的機動性不足；由于各种舵面强调在近3万米超高空的效用而设计得非常巨大（现代主流喷气式战斗机中第一款双垂尾布局、全动平尾），所以低空飛行時飞行员通过液压系统时難以操控舵面往往过量（没有飞控计算机的自动控制），以及其所使用的R-15渦輪噴射發動機油耗過大以致於超音速作戰時作戰半徑太短等問題。另外雖然MiG-25的最大速度可達到3.2馬赫，但在此速度之下其發動機有嚴重損壞的危險，因此MiG-25的最大飛行速度被限制於2.83馬赫，且飛行員一般飛行時只被准許加速到2.5馬赫以保護引擎。
MiG-25的雷達發射功率十分的大，致有較佳的雜訊防制能力，以彌補蘇聯在濾波器與訊號處理等電子系統上落後的缺點。由于苏联发布过飞行时不得低于若干高度，甚至曾有說法声称其雷達發射功率大到能將百來公尺外的野兔烤熟。然而高速的MiG-25還是多半用於偵蒐管制勝於攔截用途，直到1970年代中期其後繼升級版本（也就是MiG-31）開始研發。
MiG-25後繼者研發代號為Ye-155MP（俄语：Е-155МП），于1968年5月24日正式批准研制，原型機是在1975年9月16日時進行首飛。雖然外觀類似MiG-25，但擁有更長的機身以容納雷達武器官的座位，和許多重大新設計。相對於蘇聯工廠當初侷限MiG-25使用80%的鎳材質打造，Ye-155MP機身上使用的鈦材質增加一倍，达到16%，而鋁的用量更增加三倍至33%，使得機身重量大為減低，也因此更加強了在低空時的超音速性能。新型機在設計上可攜帶更多的燃油，並換裝了基於D-30發動機所研製的D-30F-6，更有效率的低旁通比渦輪风扇發動機。
MiG-25後繼機另一項更加重要的改變即是其先進的雷達系統，以提供攔截機上下視雷達能力（以鎖定高於或低於自機的目標），並能進行多目標追蹤，使得蘇聯得以攔截西方國家的長程入侵行動。這項改變也代表蘇聯的防空策略逐漸從地面控制攔截（GCI）逐漸延伸成空中自主攔截，飛行員也擁有更大的授權以進行空中作戰任務。
類似其前輩MiG-25，MiG-31在開發與部署早期，蘇聯也曾丟出大量假訊息以隱藏其真正設計。然因蘇聯空軍飛行員維克多·別連科於1976年駕機叛逃日本，所以西方國家得以從他的MiG-25P上取得大量參數。Belenko也透露給西方國家，將有「超級狐蝠」問世，將具有雙座配置且可以攔截低空巡弋飛彈。基於他的證詞，西方觀察家認為新型攔截機進氣口將類似於MiG-23，但是後來證明MiG-31並不是這樣設計（至少量產型不是）。測試期間MiG-31在Ramenskoye鎮附近的Zhukovsky飛行測試中心被西方偵察衛星拍到。圖像顯出一架類似可變翼的攔截機。當時北約將其取名為"Ram-K"。然而多年後才知該架被拍到的戰機是Su-27，與MiG-31無關。
MiG-31系列於1979年量產，1982年開始服役於苏联国土防空军（PVO）。至於其首次在西方國家面前曝光，則是一直到1985年時，由挪威飛行員於巴倫支海攝影。

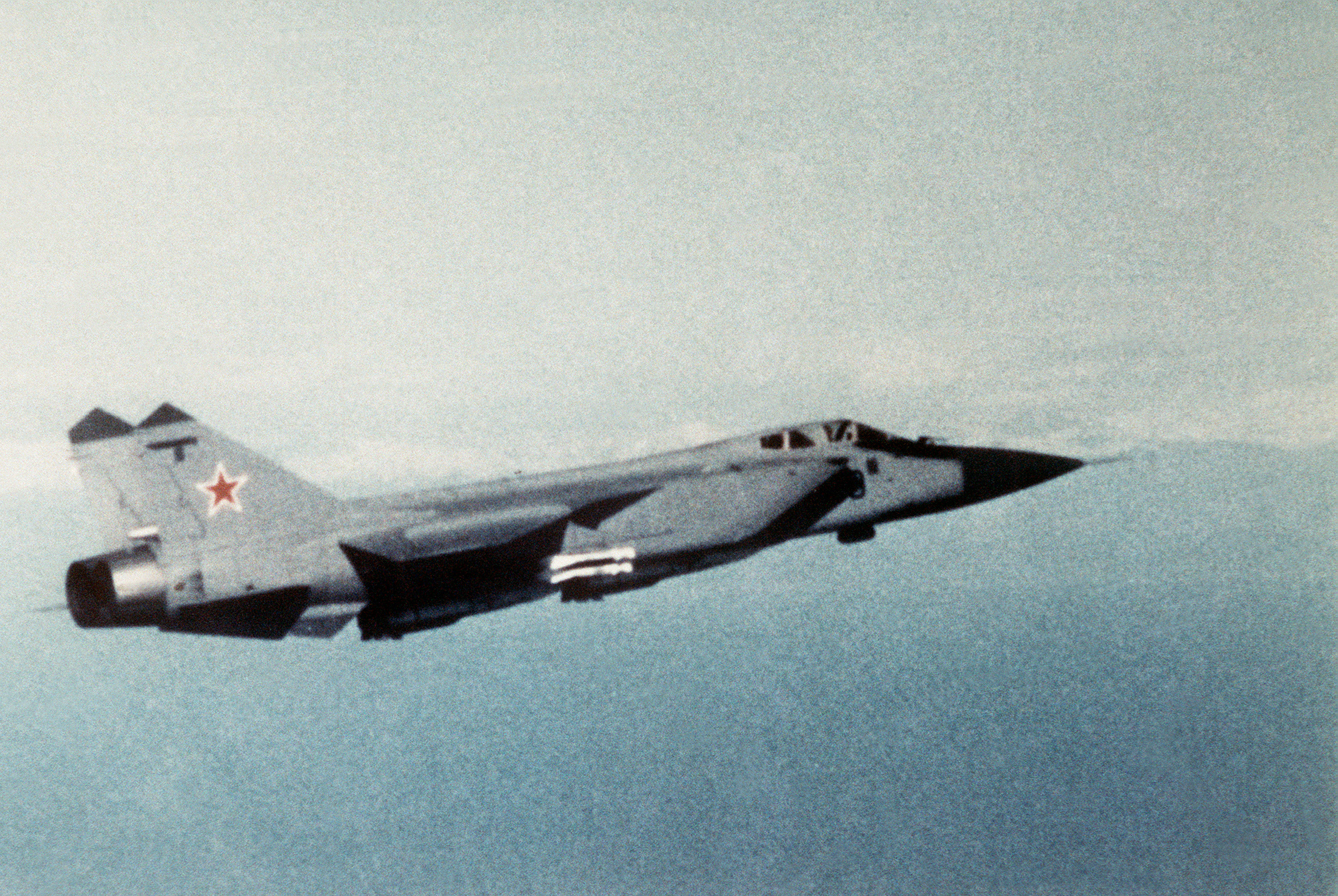
一台蘇聯空軍MiG-31，攝於1988年8月26日。

MiG-31可以實行多種長程任務。蘇聯解體後，保養費用大減，許多聯隊不能維修飛機，因此到了1996年時，只有約20%的數量尚可以使用。但是到了2006年，随着俄罗斯的經濟好轉，俄军已经可以維持約75%的MiG-31，常保於可使用狀態。
總計500架MiG-31被生產出來，大約370架還在俄羅斯服役，另有30架在哈薩克。許多MiG-31經過升級，例如MiG-31BM的多用途航電升級了新的多模式雷達，手不離杆控制器，液晶（LCD）彩色多工顯示器（MFDs），發射R-77飛彈和許多蘇聯反艦飛彈（AGMs）的介面，Kh-31导弹反輻射飛彈（ARM）介面，新型強力電腦和數位資料鏈軟體。然而，還是只有少數MiG-31BM升級完成，其他只約略升級了電腦和R-77長程飛彈介面而已。
2010年8月，俄羅斯將現役的MiG-31全數升級到MiG-31BM的標準，並且增加攜帶AS-17反輻射飛彈的能力。2014年9月19日俄羅斯以MiG-31BM逼近美國阿拉斯加的北美防空區，誘使F-22升空攔截，外界判斷是要以其機載雷達捕捉F-22雷達特徵，用以強化防空系統和其他戰機雷達的資料庫。

## 外觀特點
類似MiG-25，捕狐者是側面進氣大型雙引擎飛機，兩翼展弦比達2.94，後方有雙垂直尾翼。飞机为双座设计，后座為雷達武器官。

### 機身和引擎

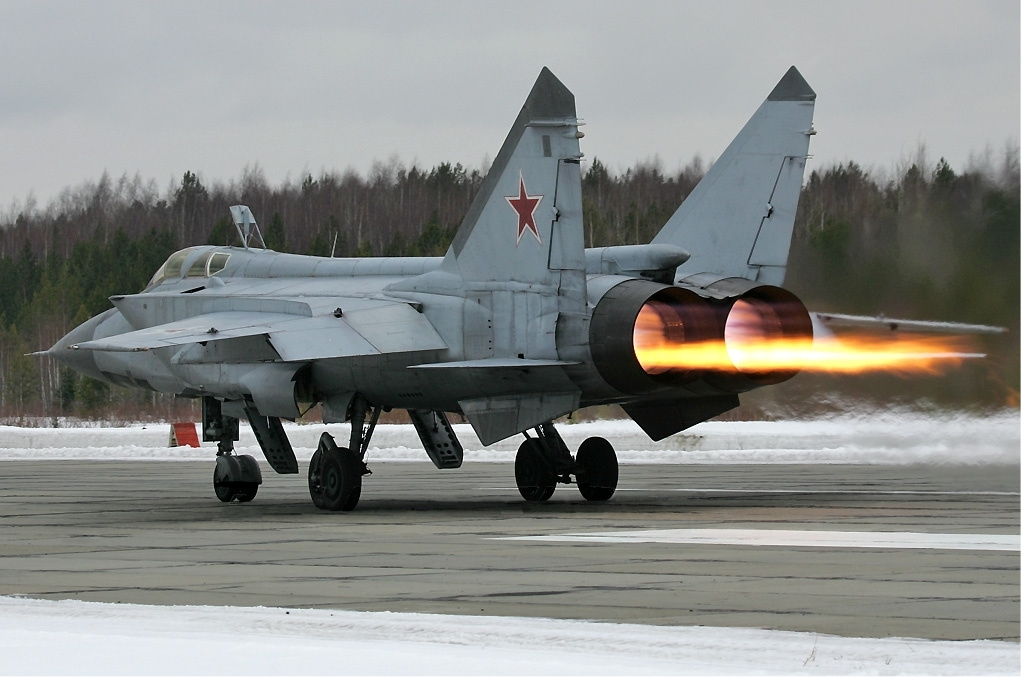
後燃器

MiG-31的兩翼和機身比MiG-25更堅固，可以在低高度進行超音速飛行。它的兩具Aviadvigatel D30-F6渦輪扇葉發動機，可以提供34,000磅推力，使得在低空依然有1.23馬赫極速。最高速度可以達2.83馬赫。推力重量比理論上可達3馬赫，但是在此高速下機身有过热解體危險性。
MiG-31設計角色是2馬赫以上的高空攔截和長時期開啟後燃器，其耗油量比其他飛機高許多，尤其和Su-27相比。他的燃料指數高出0.40—約16,350 kg（36,050 lb）油料。所以兩翼下通常都加掛油箱，可以外加5,000公升（1,320加侖）油料。該機也可以空中加油。
儘管有堅固機身，它在超音速下最多只能承受5g過載。戰鬥掛載時，翼下的武器油箱等掛物可以幫助提升平衡。但不論如何它都不適合近戰。

### 航電系統

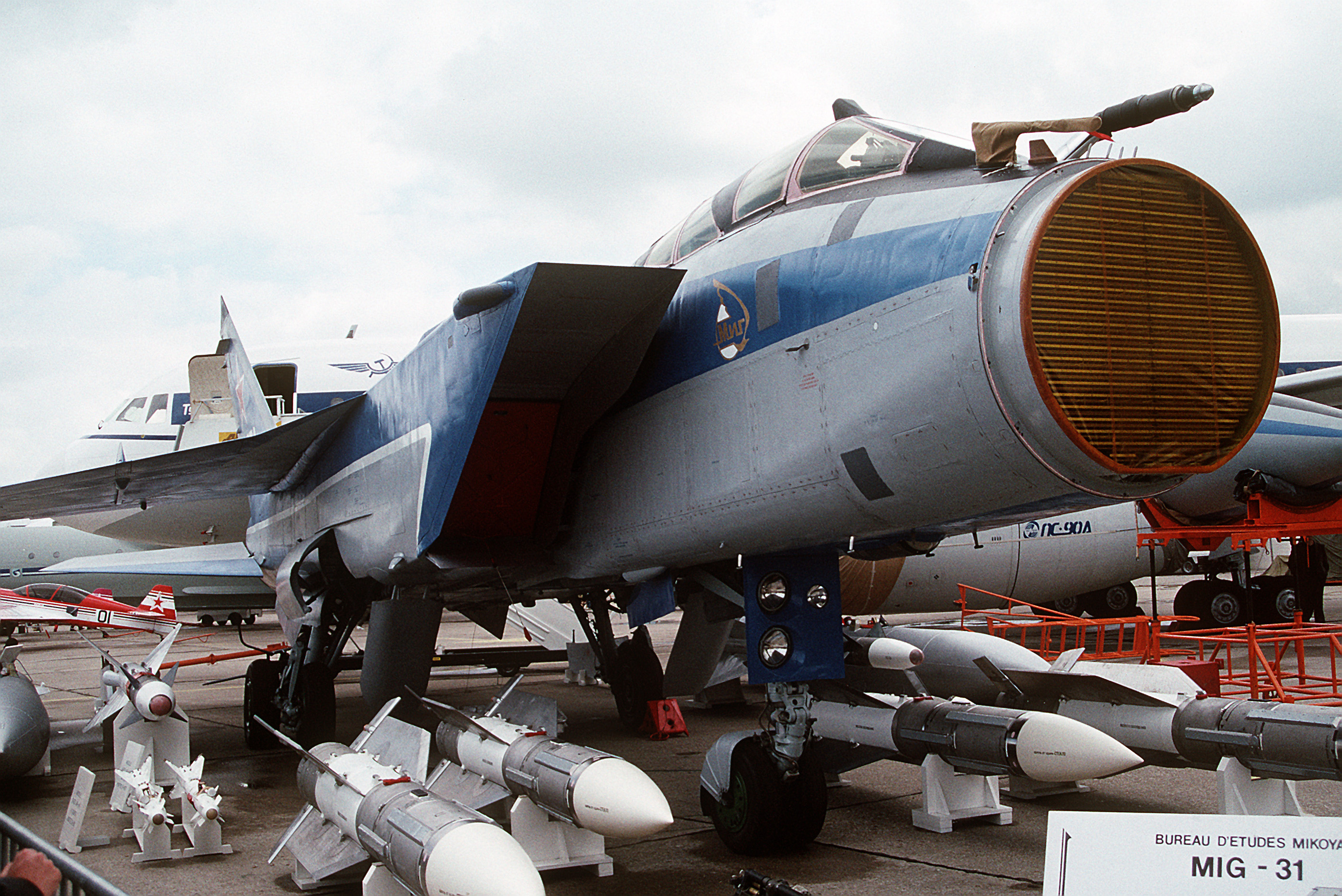
MiG-31的閃舞（Zaslon） 相位陣列雷達

MiG-31是世界第一架裝備被動式相位陣列雷達的戰鬥機，採用蘇聯製Zaslon S-800雷達系統，包括SBE-16点子扫描相控阵机载雷达。最大搜索範圍200 km（125 mi），可以鎖定10目標同時指导4枚AA-9 'Amos'飛彈（射程100km，西方称之“不死鸟斯基”）加以攻擊。據說該雷達後方有盲點（應該是保護駕駛健康的電磁波防護罩導致的），但这一说法并无苏联方面或任何第三方佐证。雷達系統包含一種機鼻下可以伸出的紅外線搜索/跟踪系统（IRST，米格-25PD已经装备）。APD-578数据链路系统可以連結四架MiG-31，在200 km（125 mi）的寬廣區域分開监控跟踪与制导作战。
MiG-31M-、MiG-31D-和MiG-31BS-都升級為Zaslon-M被動式相位陣列雷達（PESA）有更大搜索範圍（400 km 250 mi）和同時攻擊陸空目標能力。後座武器雷達官的儀表也升級成MFD。它的電子干擾系統也升級避免被敵方鎖定，新的ECM莢艙掛於翼下。

### 駕駛艙
此機駕駛由中間控制桿和左手節流閥為主要控制。它是縱列雙座式戰機後座機員負責雷達武器管制。後方機員只有側面的窗戶可以看外面，雖然後座也有一套飛行駕駛儀器但是通常都不使用。此種分配方式為了使後座機員可以完全專心控制雷達和武器，以減輕工作负担。
兩位機員都有即時彈射裝置可以在任何高度下彈射逃生。
有一些MiG-31改進案包含駕駛艙升級，例如MiG-31BM多用途戰機版就包含航電儀表版升級。以適應新武器，新的多工雷達，HOTAS式不離手控制桿和LCD液晶彩色顯示器（MFD）。雖然目前只有少數機台升級但是最終全機隊都將升到此一標準。
俄羅斯聯合防衛部Yuri Balyko上校表示，該升級可以使戰力提升數倍。

### 武器

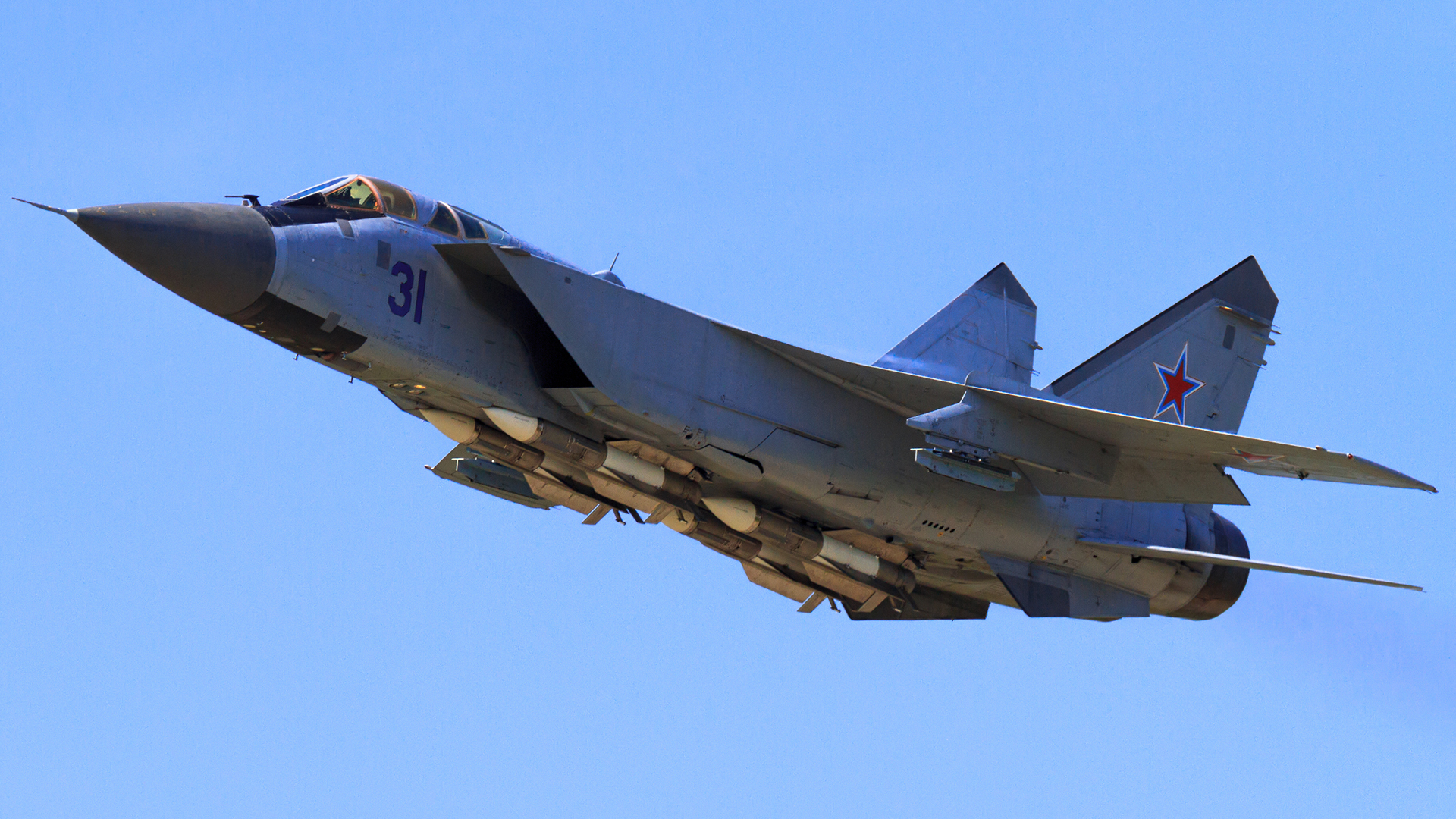
掛載R33導彈

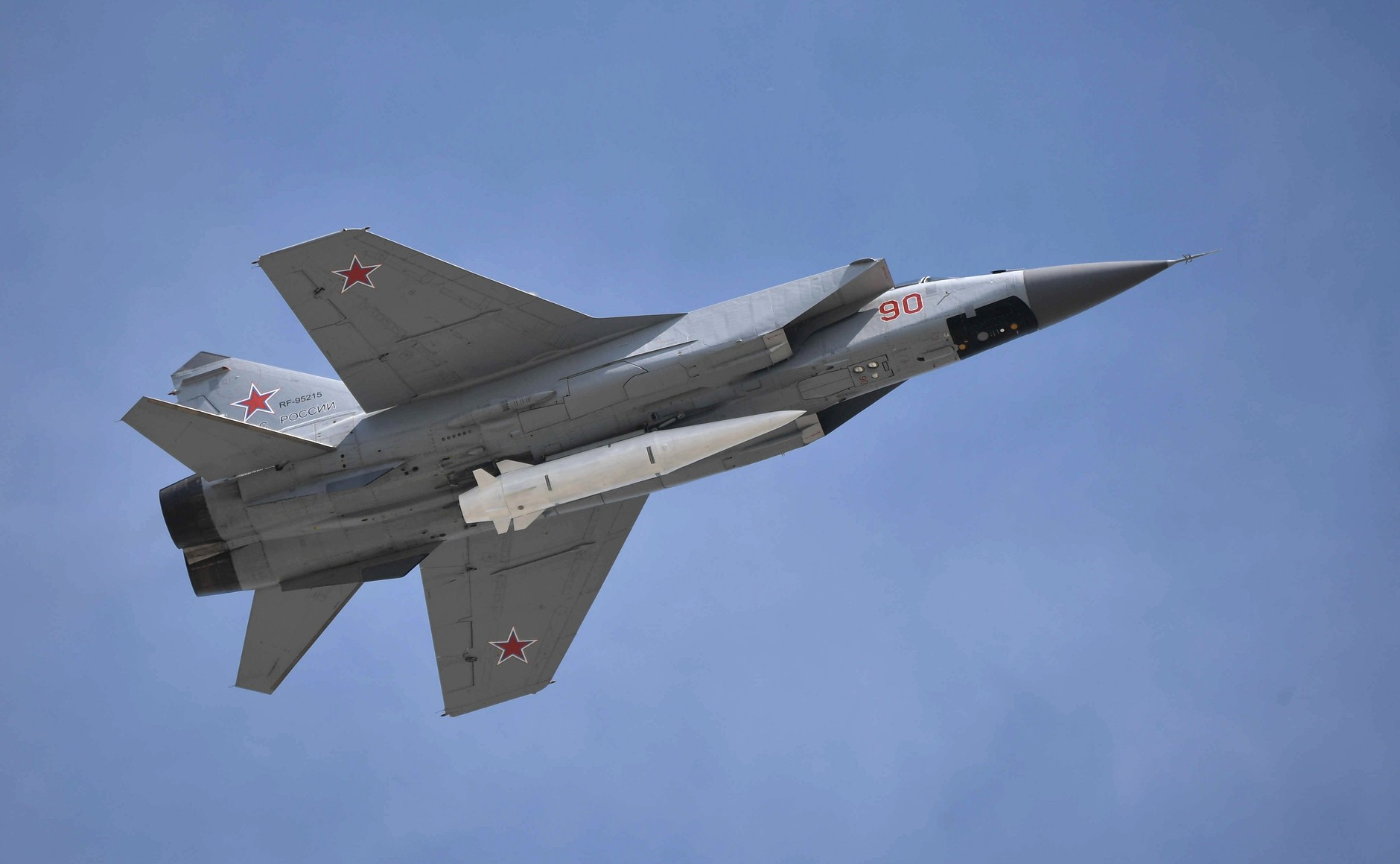
掛載匕首導彈

MiG-31主武器是机身下半埋保形掛載的四枚R-33（北约称AA-9 'Amos'）远程空对空飛彈，射程超过120km，是蘇聯製造相當於美國的AIM-54“鳳凰”导弹。導向方式初段为程序控制（由载机在发射前注入程序），中程为无线电指令制导，升級後也可以用慣性導引和SARH終端導引方式發射；末端为半主動雷達導引（SARH）。另外有一種更先進的飛彈R-37 AA-X-13 'Arrow'，以更換舊型的R-33飛彈，該飛彈還有可摺疊式的尾翼。
其他武器包含為舊型MiG-25研發的R-40 AA-6 'Acrid'飛彈、R-60 AA-8 'Aphid'飛彈、AA-11 'Archer'短程紅外線飛彈，都可掛載於翼下。目前所有MiG-31都改裝成可以裝備R-77 AA-12 'Adder'飛彈。
不像MiG-25無裝備機砲，MiG-31內建有一門GSh-6-23型六管機砲和800發砲彈，为减小激波影响，安裝在機腹右側的主起落架门后方，在起落架收起前不能开炮。GSh-6-23理論射速可達每分鐘10,000發。

## 衍生型

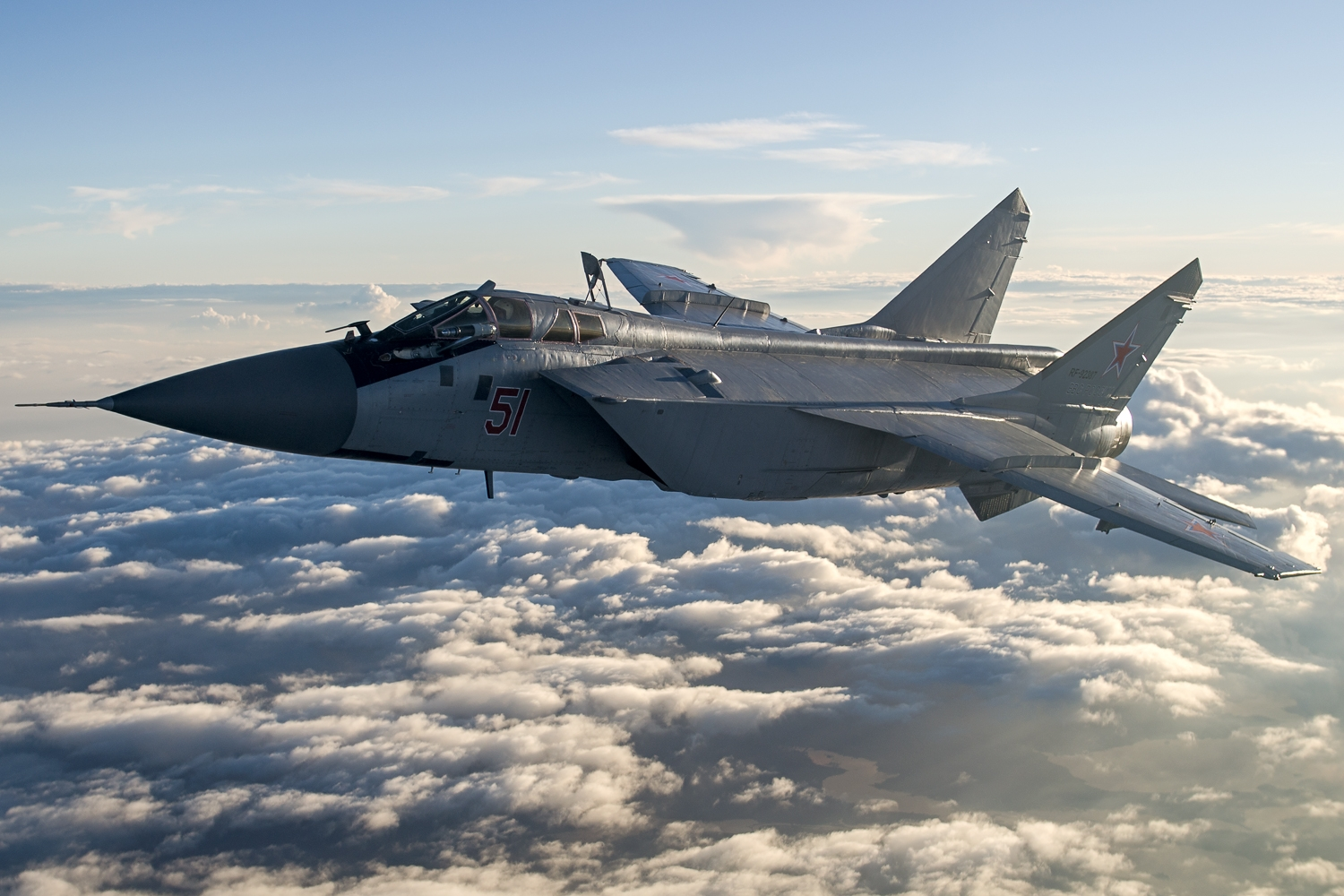
MiG-31BM

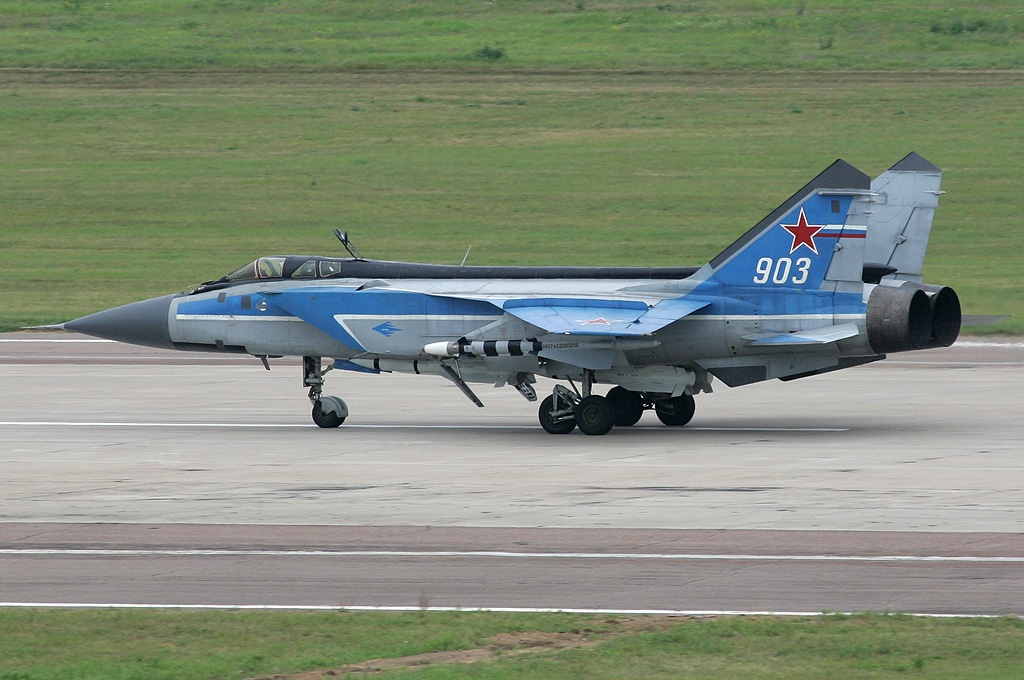
MiG-31BM於2005年莫斯科航展塗裝

- MiG-31B ：首次發表於1990年，航電升級。机型研发过程中，时任苏维埃最大的雷达设计公司Phazotron首席设计师之一的阿道夫·托卡契夫向中央情报局提供了大量雷达相关的完整数据。托卡契夫后因中情局官员爱德华·李·霍华德出卖被苏联处决。苏联只好加緊研發更新的雷達。許多早期MiG-31也加快升級，更新型的稱為MiG-31BS。

- MiG-31M：1983開始研发，1986首飛，但是蘇聯解體干擾了諸多計畫。自2000年後，許多機體才升級到MiG-31M，包含許多航電升級例如GPS衛星定位和GLONASS接收器，三具彩色CRT顯示器用於後座武器官。[6]（在VVS，戰機研發通常是交錯重複的；不以編號為順序例如Su-35和Su-37是同時和"Su-27M"一起研發的。）

## 服役國

### 現役
俄羅斯
- 俄羅斯空天軍[7]：2012年時，俄羅斯方面承認有252-300多架米格-31戰鬥機服役於該國空軍[8]。

### 退役
- 哈薩克空軍：截至2017年初有25架現役，共30+架。2023年哈薩克國有資產網站宣佈退役並拍賣[2]。

 苏联
- 蘇聯空軍：蘇聯解體後由俄羅斯和哈薩克接手。

### 外貿紀錄
- 芬兰：1992年，芬蘭空軍為採購新戰鬥機進行招標，當中米格設計局分別以米格-31[9]及米格-29入標競投[10]。最後，芬蘭當局最後選擇採購F/A-18C/D大黃蜂戰鬥機。

- 叙利亚：2007年，敘利亞阿拉伯空軍向俄國下訂8架米格-31E[11][12]，但訂單在兩年後疑因敘國政府財困或以色列施壓而取消[13]。

## 技術規格
参考资料：現代軍機寶典（Great Book of Modern Warplanes）
基本信息
- 机组：兩名（駕駛和武器官）

性能
- 推重比：0.85
- 最大g承受：5 g

武器

- 23mm機炮GSh-6-23x1（800发）
- 四枚R-33中距空空导弹或（MiG-31M/BM專用）六枚R-37（英语：R-37 (missile)）長程空對空導彈
- 四具翼下掛載點可掛：
  - 兩枚R-40（英语：R-40 (missile)）中程空對空導彈
  - 2x2四枚R-60近距離空空导弹或R-73近距離空對空紅外線导弹
  - 2x2四枚R-77長程空對空導彈
  - Kh-31P和Kh-58（英语：Kh-58）反輻射飛彈
  - Kh-47高超音速導彈[17]

## 相關連結
設計時序
米格-15 · 米格-17 · 米格-19 · 米格-21 · 米格-23 · 米格-25 · 米格-27 · 米格-29 · 米格-31 · 米格-35 · 米格-1.44

## 外部連結
- MiG-31 Foxhound at Global Security （页面存档备份，存于）
- MIG-31 Foxhound Interceptor at Russian Military Analysis （页面存档备份，存于）
- MIG-31 Foxhound at RGlobal Aircraft （页面存档备份，存于）
- Foxbat and Foxhound - Australian Aviation （页面存档备份，存于）
- Documentary at Stage6 - the last 10 minutes are about the MiG-31[永久]